# Au (Balderschwang)
Au (mundartlich: in dr Ou) ist ein Gemeindeteil der Gemeinde Balderschwang im bayerisch-schwäbischen Landkreis Oberallgäu.

## Geographie
Der Weiler liegt circa 1,5 Kilometer südöstlich des Hauptorts Balderschwang im Vorderen Bregenzerwald. Südlich von Au fließt die Bolgenach.

## Ortsname
Der Ortsname deutet auf eine (Siedlung in der) Aue hin. Das frühneuhochdeutsche Wort Aue deutet auf ein wasserumflossenes Land, feuchter Grund, Wiese, Insel hin.

## Geschichte
Au wurde erstmals urkundlich im Jahr 1773 mit dem Vorsäß auf der Auw erwähnt. Im Jahr 1808 wurde zehn Anwesen im Ort gezählt, im Jahr 1818 fünf Wohnhäuser. Im 20. Jahrhundert kam auch die Sennalpe Äußere Lenzen in Au auf.